# Estonské fotbalové mistrovství 1929
Devátý ročník Eesti jalgpalli meistrivõistluste Liiduklass (Estonského fotbalového mistrovství) se konal v roce 1929.
Soutěže se zúčastnilo opět šest klubů v novém systému. Hrálo se již systémem každý s každým v jedné skupině. Sezonu vyhrál pošesté ve své klubové historii ESK Tallinna Sport. Nejlepším střelcem se stal hráč Tallinna VS Sport Friedrich Karm, který vstřelil 7 branek.